# Гончариха (Любарський район)
Гончариха (рос. Гончариха, пол. Hańczarycha, Honczarycha) — колишній хутір у Вигнанській сільській раді Любарського району Бердичівської округи Української СРР.

## Населення
У 1906 році в поселенні налічувалося 9 мешканців, дворів — 4.
Відповідно до перепису населення СРСР 17 грудня 1926 року, чисельність населення становила 31 особу, з них 13 чоловіків та 18 жінок; за національністю — українці. Кількість господарств — 7.

## Історія
Заснований у 1840 році. Наприкінці 19 століття — хутір Остропільської волості Новоград-Волинського повіту Волинської губернії. Розміщувався поблизу Случі біля села Махаринці.
У 1906 році — хутір Остропільської волості (5-го стану) Новоград-Волинського повіту Волинської губернії. Відстань до повітового центру міста Новоград-Волинський становила 100 верст, до волосного центру містечка Остропіль — 2 версти. Поштове відділення — міст. Остропіль.
У березні 1921 року, в складі волості, переданий до новоутвореного Полонського повіту Волинської губернії. У 1923 році увійшов до складу новоствореної Вигнанської сільської ради, яка 7 березня 1923 року включена до складу новоутвореного Старокостянтинівського району Шепетівської округи. 21 серпня 1924 року Любарський район передано до складу Житомирської округи, 17 червня 1925 року — до складу Бердичівської округи. Відстань до центру сільської ради с. Вигнанка становила 2 версти, до районного центру міст. Любар — 12 верст, до окружного центру в Бердичеві — 70 верст, до найближчої залізничної станції Печанівка — 3 версти.
Виключений з обліку населених пунктів до 1 жовтня 1941 року.